# Östhammars landsfiskalsdistrikt
Östhammars landsfiskalsdistrikt var 1918–1964 ett landsfiskalsdistrikt i Stockholms län, bildat som Frösåkers landsfiskalsdistrikt när Sveriges indelning i landsfiskalsdistrikt trädde i kraft den 1 januari 1918, enligt beslut den 7 september 1917. Den 1 januari 1957 (enligt kungörelse den 21 december 1956) ändrades distriktets namn till Östhammars landsfiskalsdistrikt. Den 1 januari 1965 avskaffades i Sverige samtliga landsfiskaler och landsfiskalsdistrikt, och deras arbetsuppgifter delades upp på de nyskapade indelningarna polisdistrikt, åklagardistrikt och kronofogdedistrikt.
Landsfiskalsdistriktet låg under länsstyrelsen i Stockholms län.

## Ingående områden
När Sveriges nya indelning i landsfiskalsdistrikt trädde i kraft den 1 oktober 1941 (enligt kungörelsen den 28 juni 1941) skedde ingen territoriell förändring, men städernas stadsfiskalstjänster upphörde. När Sveriges nya indelning i landsfiskalsdistrikt trädde i kraft den 1 januari 1952 (enligt kungörelsen 1 juni 1951) ändrades distriktets omfattning.

### Från 1918
Frösåkers härad:
- Forsmarks landskommun
- Gräsö landskommun
- Valö landskommun
- Hökhuvuds landskommun
- Börstils landskommun
- Hargs landskommun

- Edebo landskommun ingick från början i landsfiskalsdistriktet men överfördes till Väddö landsfiskalsdistrikt redan den 1 januari 1919[2]

### Tillkomna senare
- Öregrunds stad - överfört till Frösåkers landsfiskalsdistrikt 1 januari 1920 (förutom i åklagarhänseende, då staden använde en egen stadsfiskal för det syftet).[2]
- Östhammars stad - överfört till Frösåkers landsfiskalsdistrikt 1 januari 1920 (förutom i åklagarhänseende, då staden använde en egen stadsfiskal för det syftet).[2]

### Från 1 oktober 1941
Frösåkers härad:
- Forsmarks landskommun
- Gräsö landskommun
- Valö landskommun
- Hökhuvuds landskommun
- Börstils landskommun
- Hargs landskommun
- Öregrunds stad
- Östhammars stad

### Från 1 januari 1952
- Frösåkers landskommun
- Öregrunds stad
- Östhammars stad